# IC 2943
IC 2943 је спирална галаксија у сазвјежђу Велики медвјед која се налази на листи објеката дубоког неба у Индекс каталогу.
Деклинација објекта је + 54° 50' 45" а ректасцензија 11h 36m 42,2s. Привидна величина (магнитуда) објекта IC 2943 износи 14,3 а фотографска магнитуда 15,2. IC 2943 је још познат и под ознакама MK 41, CGCG 268-62, KUG 1133+551, PGC 35926.